# Гоффредо Петрассі
Гоффре́до Петра́ссі (італ. Goffredo Petrassi; нар. 16 липня 1904, Цагароло — пом. 3 березня 2003, Рим) — італійський композитор і педагог.

## Біографія
Г. Петрассі народився 16 липня 1904 року в селищі Цагароло, поблизу Риму. Крім церковного органу, у Цагароло не було нічого, хоч трохи пов'язаного із музикою. 1911 року родина майбутнього композитора переїхала до Риму. Рим того часу був своєрідною Меккою для музикантів та художників.
Початкову музичну освіту Гоффредо Петрассі здобув у співацькій школі. Щодня маленькі хористи співали у капелі Юлія собору святого Петра.
За час навчання Г. Петрассі у репертуарі хору Schola Cantorum були різноманітні твори: від неперевершених композицій Дж. Палестріни, Дж. Анімучча (1525—1571), Дж. Анеріо (1567—1630), величних творів фламандських поліфоністів — до музики композиторів XX століття. Шість років наполегливого навчання мали велике значення для подальшого розвитку Г. Петрассі, а імпульс, який дала хорова школа, став визначальним у творчості митця. 1919 року п'ятнадцятирічний Г. Петрассі починає працювати в музичному магазині, у якому був єдиний на весь Рим відділ із продажу нотної літератури, зокрема збірок творів сучасних композиторів. Композитор згадує:
|  | Я був надто молодий, щоб оцінити її значення. Пам’ятаю, що нашими постійними клієнтами були досить відомі особистості – Альфредо Казелла, Лорд Бернерс, Артуро Онофрі – професори консерваторії |

Серед відвідувачів магазину був композитор Алессандро Бустіні (1876—1970). Саме він помітив юнака, який захоплено вивчав сучасні партитури у підсобці музичного магазину. Згодом А. Бустіні стає вчителем і наставником Г. Петрассі. Під його керівництвом Г. Петрассі починає займатися на фортепіано. Високо оцінюючи здібності свого учня, А. Бустіні пропонує йому поступати до консерваторії. Щоб продовжити навчання і вступити до консерваторії, Г. Петрассі вивчає гармонію у Вінченцо де Донато.
У 1936 році Г. Петрассі отримує звання академіка Санта-Чечілія, а в 1937 році він стає завідувачем театру «Ла Феніче» у Венеції, одного із найбільш відомих театрів Європи, який за понад двохсотлітню свою історію і донині зберіг статус провідної оперної сцени Європи. У 1938 році Г. Петрассі запрошений до організації фестивалю Бієннале — найвідомішого світового форуму сучасного мистецтва. Бієннале був заснований у 1890 році як Міжнародна художня виставка міста Венеції, а з 1930 року в його рамках запроваджено Міжнародний фестиваль сучасної музики, театру і кіно. На сьогодні Бієннале є не тільки престижним форумом, а й місцем, де реалізуються найбільш авангардні, навіть епатажні, міжнародні мистецькі проєкти. На запрошення Г. Петрассі у Бієннале 1938 року брали участь видатні композитори Європи — А. Оннегер, Пауль Гіндеміт, Бела Барток.
У 1939 році Г. Петрассі отримує звання професора Римської консерваторії.
Розвиток кар'єри Г. Петрассі відбувався при фашистському режимі як наголошував композитор, без особливих виявів «покори і пошани».
Велику частину свого творчого життя митець присвятив педагогічній діяльності. З 1940 року по 1960 рік він викладав у Римській консерваторії Санта-Чечілія, а з 1960 року замінив Ільдебрандо Піццетті на кафедрі підвищення кваліфікації Римської Академії Санта-Чечілія і працював там до 1978 року.
Помер Г. Петрассі 3 березня 2003 року, не доживши всього один рік до свого столітнього ювілею.

## Вибрані твори
- 1936: «Псалом IX» — для мішаного хору та оркестру.
- 1940: «Магніфікат» — для ліричного сопрано, мішаного хору та оркестру.
- 1941: «Хор мертвих» — для чоловічого хору та оркестру.
- 1943: «Несамовитий Орландо» — для балету.
- 1945: «Портрет Дон Кіхота» — для балету.
- 1949: опера «Кордовано».
- 1950: опера «Смерть у повітрі».
- 1950—1951: «Темна ніч» — для хору та оркестру.
- 1974—1975: «Молитви Христа» — для мішаного хору та оркестру.